# Ses Canyes
La playa Ses Canyes está situada en la isla de Formentera, en la comunidad autónoma de las Islas Baleares, España.
Es una de las muchas playas nudistas de Formentera. Formada por grava y arena blanca.